# 鮎沢パーキングエリア
鮎沢パーキングエリア（あゆざわパーキングエリア）は、神奈川県足柄上郡山北町にある東名高速道路のパーキングエリアである。下り線は左ルートからのみ利用可能。

## 概要
上り線は新規別線として付け替えられたため、下り線の施設と上り線の施設が1kmほど離れている。なお、下り線右ルートには、かつての上り線用のパーキングエリアとして使用されていた用地および施設跡があるが、下り線に転用後の現在では事業用設備となっており、進入は不能である。
大型用の駐車スペースが多く確保されている。
好天時はいずれのパーキングエリアからも富士山が大きく見える。
なお「鮎沢」とは酒匂川の静岡県での名称（鮎沢川）であり、本施設の1kmほど西に静岡県との県境がある。
なお、2020年～2021年にかけて上下線で駐車マスの増設工事が行われ、駐車台数が微増している。

## 道路
- E1 東名高速道路

## 施設

### 上り線（東京方面）

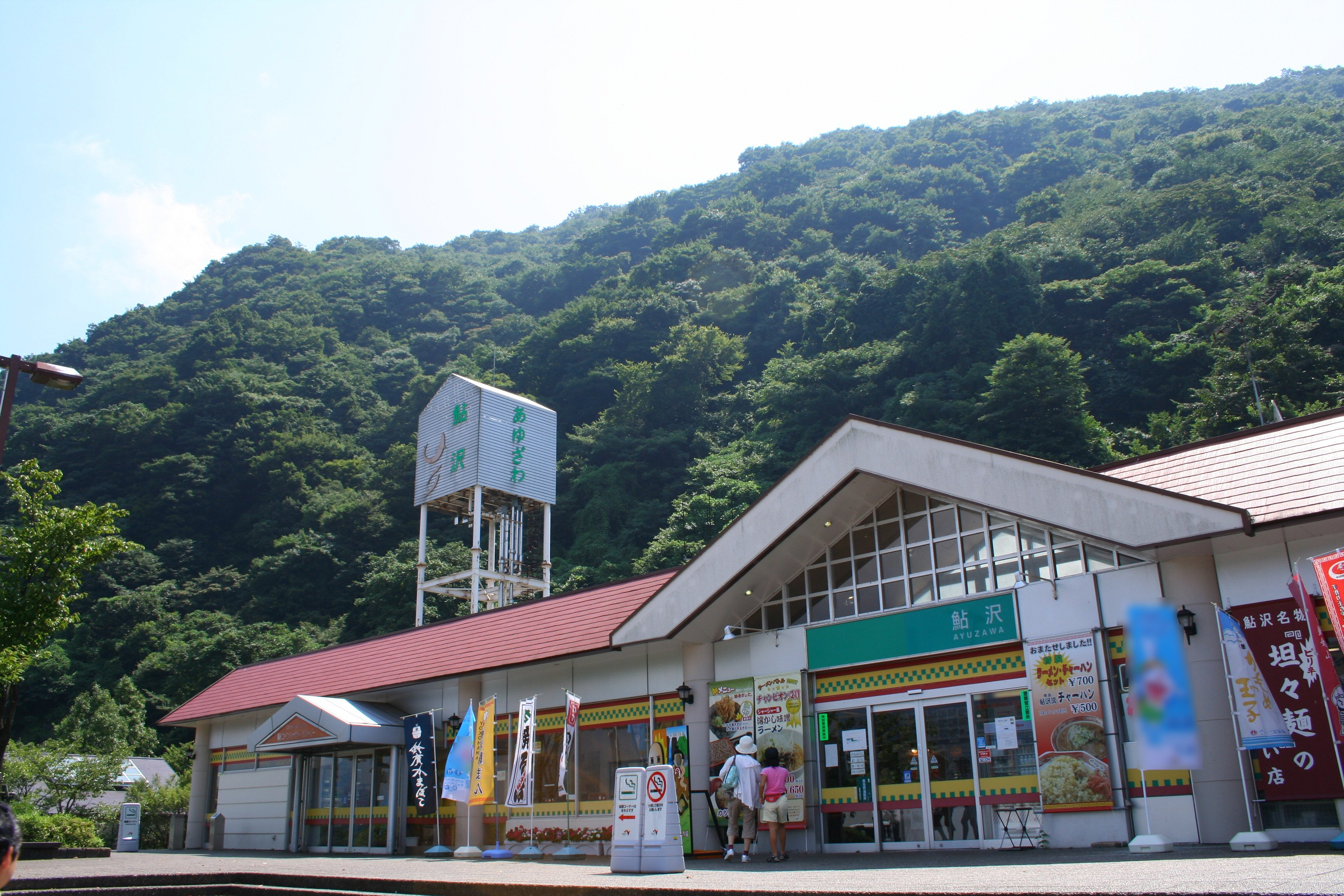
上り線の施設、周りは山に囲まれている

施設は本線の右側に設置されており、出入口のランプが本線を跨いでいる。
- 駐車場
  - 大型 163台
  - 小型 136台
- 車椅子用駐車場
  - 大型 なし
  - 小型 3台
- トイレ
  - 男性 大11（和式3・洋式8）・小37
  - 女性 39（和式11・洋式28）
    - 同伴の男児用 3

  - 車椅子用 1
- フードコート「富士見食堂」（24時間）
- ショッピング（24時間）
- テイクアウトコーナー（24時間）
- ハイウェイ情報ターミナル(24時間)
- コインシャワー（9:00 - 23:00）
- コインランドリー（9:00 - 23:00）
- ドッグラン
- 自動販売機
- 給電スタンド（24時間）

### 下り線（名古屋方面）

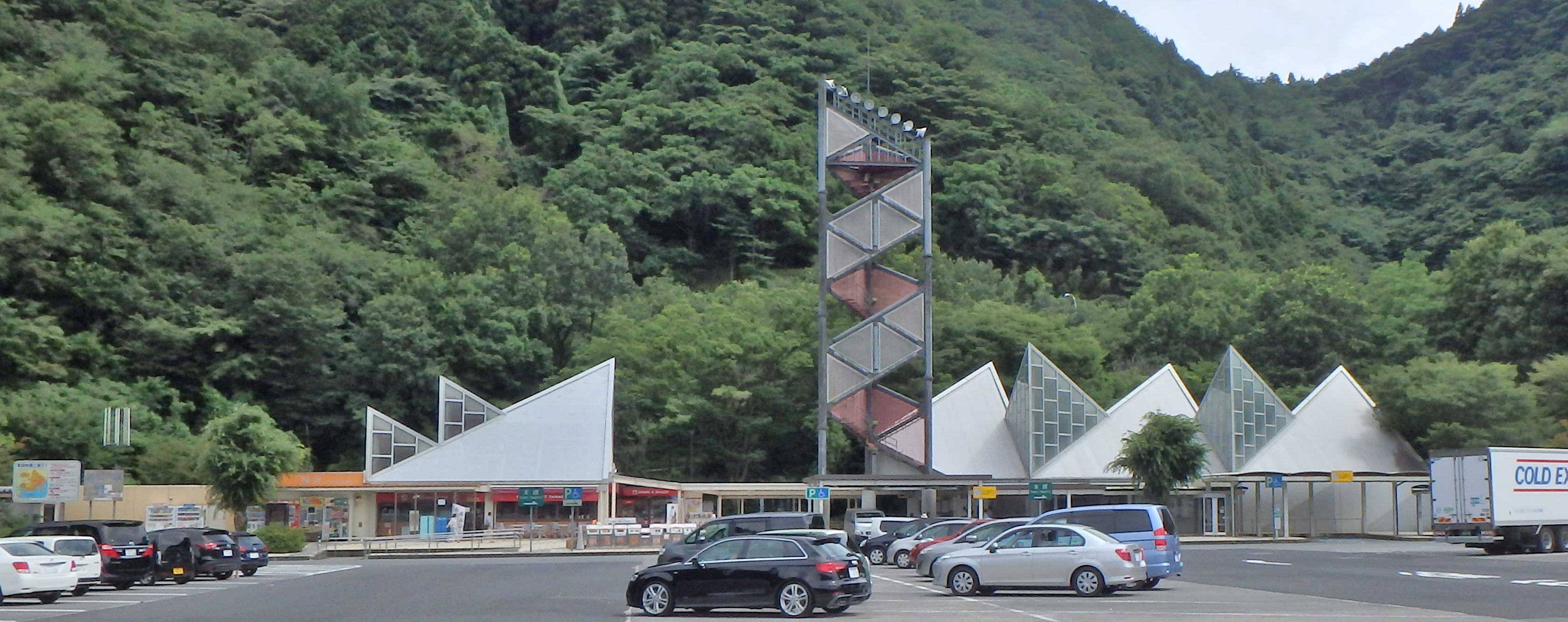
下り施設

左ルートからのみ利用できる。ただし、左ルートがリニューアル工事等の理由で長期間閉鎖される際は、右ルートに臨時で当PAへの進入路が付けられる。
- 駐車場
  - 大型 54台
  - 小型 118台
- 車椅子用駐車場
  - 大型 なし
  - 小型 3台
- トイレ
  - 男性 大8（和式2・洋式6）・小25
  - 女性 31（和式9・洋式22）
    - 同伴の男児用 1

  - 車椅子用 1
- フードコート（7:00 - 19:30）
- Bグルスポットコーナー（7:00 - 19:30）
- ショッピング（7:00 - 19:30）
- ハイウェイ情報ターミナル
- 自動販売機

## 隣
E1 東名高速道路
(6) 大井松田IC - 鮎沢PA - (6-1) 足柄SA/SIC - (7) 御殿場IC